# Diocesi di Tyler
La diocesi di Tyler (in latino Dioecesis Tylerensis) è una sede della Chiesa cattolica negli Stati Uniti d'America suffraganea dell'arcidiocesi di Galveston-Houston. Nel 2023 contava 119.168 battezzati su 1.436.247 abitanti. È retta dal vescovo John Gregory Kelly.

## Territorio
La diocesi comprende 35 contee nella parte nord-orientale del Texas, negli Stati Uniti d'America: Anderson, Angelina, Bandera, Bowie, Camp, Cass, Cherokee, Delta, Franklin, Freestone, Gregg, Harrison, Henderson, Hopkins, Houston, Lamar, Leon, Madison, Marion, Morris, Nacogdoches, Panola, Rains, Real, Red River, Rusk,
Sabine, San Augustine, Shelby, Smith, Titus, Trinity, Upshur, Van Zandt e Wood.
Sede vescovile è la città di Tyler, dove si trova la cattedrale dell'Immacolata Concezione (Cathedral of the Immaculate Conception).
Il territorio si estende su 60.720 km² ed è suddiviso in 53 parrocchie.

## Storia
La diocesi è stata eretta il 12 dicembre 1986 con la bolla Ex quo divino di papa Giovanni Paolo II, ricavandone il territorio dalle diocesi di Beaumont, di Dallas e di Galveston-Houston (oggi arcidiocesi).
Il 25 gennaio 1999 per effetto del decreto Quo aptius christifidelium della Congregazione per i vescovi si è ingrandita acquisendo il territorio della contea di Madison, che apparteneva all'arcidiocesi di Galveston-Houston.
Originariamente suffraganea dell'arcidiocesi di San Antonio, il 29 dicembre 2004 è entrata a far parte della provincia ecclesiastica di Galveston-Houston.

## Cronotassi dei vescovi
Si omettono i periodi di sede vacante non superiori ai 2 anni o non storicamente accertati.
- Charles Edwin Herzig † (12 dicembre 1986 - 7 settembre 1991 deceduto)
- Edmond Carmody (24 marzo 1992 - 3 febbraio 2000 nominato vescovo di Corpus Christi)
- Álvaro Corrada del Rio, S.I. (5 dicembre 2000 - 6 luglio 2011 nominato vescovo di Mayagüez)
- Joseph Edward Strickland (29 settembre 2012 - 11 novembre 2023 sollevato)[2]
- John Gregory Kelly, dal 20 dicembre 2024

## Statistiche
La diocesi nel 2023 su una popolazione di 1.436.247 persone contava 119.168 battezzati, corrispondenti all'8,3% del totale.
| anno | popolazione | popolazione | popolazione | presbiteri | presbiteri | presbiteri | presbiteri                | diaconi | religiosi | religiosi | parrocchie |
| anno | battezzati  | totale      | %           | numero     | secolari   | regolari   | battezzati per presbitero | diaconi | uomini    | donne     | parrocchie |
| ---- | ----------- | ----------- | ----------- | ---------- | ---------- | ---------- | ------------------------- | ------- | --------- | --------- | ---------- |
| 1990 | 29.153      | 1.190.000   | 2,4         | 40         | 24         | 16         | 728                       | 26      | 17        | 68        | 42         |
| 1999 | 52.362      | 1.211.878   | 4,3         | 51         | 31         | 20         | 1.026                     | 35      | 8         | 59        | 35         |
| 2000 | 53.576      | 1.215.918   | 4,4         | 82         | 62         | 20         | 653                       | 45      | 24        | 60        | 40         |
| 2001 | 53.776      | 1.215.918   | 4,4         | 83         | 63         | 20         | 647                       | 47      | 24        | 60        | 40         |
| 2002 | 54.879      | 1.242.826   | 4,4         | 73         | 57         | 16         | 751                       | 67      | 23        | 60        | 42         |
| 2003 | 56.127      | 1.302.043   | 4,3         | 84         | 67         | 17         | 668                       | 65      | 21        | 57        | 42         |
| 2004 | 55.934      | 1.304.746   | 4,3         | 90         | 77         | 13         | 621                       | 62      | 15        | 55        | 42         |
| 2010 | 67.594      | 1.452.000   | 4,7         | 86         | 77         | 9          | 785                       | 93      | 10        | 46        | 44         |
| 2014 | 120.528     | 1.496.000   | 8,1         | 112        | 101        | 11         | 1.076                     | 102     | 11        | 52        | 50         |
| 2017 | 122.541     | 1.419.820   | 8,6         | 103        | 95         | 8          | 1.189                     | ?       | 8         | 53        | 51         |
| 2020 | 130.930     | 1.522.300   | 8,6         | 84         | 79         | 5          | 1.558                     | 94      | 9         | 51        | 52         |
| 2022 | 125.000     | 1.460.000   | 8,6         | 87         | 79         | 8          | 1.436                     | 88      | 8         | 45        | 52         |
| 2023 | 119.168     | 1.436.247   | 8,3         | 90         | 80         | 10         | 1.324                     | 86      | 10        | 45        | 53         |